# Zgubiłam swoje ciało
Zgubiłam swoje ciało (fr. J'ai perdu mon corps) – francuski film animowany z 2019 roku w reżyserii Jérémy'ego Clapina. Scenariusz powstał na podstawie powieści Happy Hand autorstwa Guillaume'a Lauranta.
Film miał swoją premierę na 72. Międzynarodowym Festiwalu Filmowym w Cannes, gdzie zdobył główną nagrodę Nespresso, stając się pierwszą animacją wyróżnioną tą nagrodą. Obraz był nominowany do Oscara dla najlepszego pełnometrażowego filmu animowanego na 92. ceremonii wręczenia tych nagród, ale przegrał z Toy Story 4.

## Fabuła
Film opowiada historię młodego mężczyzny z Afryki Północnej o imieniu Naoufel (Hakim Faris), który jako dziecko przybył do krewnych we Francji. Chłopak pracuje jako dostarczyciel pizzy i jest zakochany w bibliotekarce o imieniu Gabrielle (Victoire Du Bois). W międzyczasie odcięta dłoń ucieka z lodówki w laboratorium i rozpoczyna podróż przez przedmieścia Paryża, by połączyć się ze swoim ciałem. Podczas podróży dłoń przeżywa retrospekcje na temat wcześniejszego życia swojego właściciela, którym okazuje się być Naoufel.

## Obsada
| Postać        | Oryginalny dubbing   | Angielski dubbing |
| ------------- | -------------------- | ----------------- |
| Naoufel       | Hakim Faris          | Dev Patel         |
| Gabrielle     | Victoire Du Bois     | Alia Shawkat      |
| Gigi          | Patrick d'Assumçao   | George Wendt      |
| Młody Naoufel | Alphonse Arfi        | Tucker Chandler   |
| Ojciec        | Hichem Mesbah        | Anouar H. Smaine  |
| Matka         | Myriam Loucif        | Sarah Lynn Dawson |
| Raouf         | Bellamine Abdelmalek | Jonny Mars        |
| Pani Lussac   | Nicole Favart        | Barbara Goodson   |
| Matka dziecka | Céline Ronté         | Tara Sands        |

## Wydanie
W maju 2019 roku, po premierze na festiwalu w Cannes, Netflix nabył prawa do dystrybucji filmu na całym świecie, z wyłączeniem Francji, Turcji, Chin i Beneluksu.
Światowa premiera filmu odbyła się we Francji 6 listopada 2019 roku. Netflix zorganizował również kinową premierę filmu w niektórych krajach, w tym w Stanach Zjednoczonych 15 listopada i Wielkiej Brytanii 22 listopada.

## Odbiór

### Box office
Film zarobił 1 106 777 dolarów we Francji i 29 654 dolary w Turcji, w wyniku czego łączne zarobki ze sprzedaży biletów wyniosły 1 136 431 dolarów.

### Recenzje krytyków
Film otrzymał pozytywne recenzje krytyków. W serwisie Rotten Tomatoes 96% z 83 recenzji uznano za pozytywne, a średnia ocen wystawionych na ich podstawie wyniosła 8,1/10. Na agregatorze Metacritic średnia ważona ocen z 19 recenzji wyniosła 81 na 100 punktów.
Jordan Mintzer z czasopisma The Hollywood Reporter określił film „wysoce oryginalnym i raczej wzruszającym opisem straty, zarówno fizycznej, jak i emocjonalnej”. Peter Debruge z magazynu Variety stwierdził, że „zaryzykowałby stwierdzenie, że to jeden z najbardziej oryginalnych i kreatywnych filmów animowanych, jakie kiedykolwiek widział: makabryczny, oczywiście - jak mogłoby być inaczej, biorąc pod uwagę założenie? - ale niezwykle urzekający i nieoczekiwanie poetycki”.